# Spilichneumon obater
Spilichneumon obater är en stekelart som först beskrevs av Kokujev 1909.  Spilichneumon obater ingår i släktet Spilichneumon och familjen brokparasitsteklar. Inga underarter finns listade i Catalogue of Life.